# Formule 750 1978
De Formule 750 1978 was de zesde raceserie in het Formule 750-kampioenschap, dat in 1973 door de Fédération Internationale de Motocyclisme werd ingesteld. In dit jaar was de Formule 750 voor het de tweede keer een officieel wereldkampioenschap.

## Voorgeschiedenis
Door de toenemende populariteit van races met 750cc-motorfietsen (met name in de Daytona 200 en later ook de 200 Mijl van Imola) had de FIM in 1972 besloten om vanaf 1973 een apart kampioenschap voor deze machines op te zetten. Dit kampioenschap kreeg nog geen WK-status. In 1973 was al gebleken dat er meer reglementen moesten komen, met name voor wat betreft de puntentelling en de indeling in twee manches, die door sommige organisatoren wel en door andere niet werd toegepast. In 1974 was er een mager programma gepresenteerd: organisatoren wilden de nieuwe Yamaha TZ 700 in hun races zien, maar die machine was niet gehomologeerd en mocht in de 750 cc Prijs van de FIM niet aan de start komen. De meeste organisatoren kozen voor de inkomsten van het publiek, dat ook voor deze Yamaha kwam, en maakten van hun wedstrijd een gewone internationale race. Slechts drie wedstrijden werden in het kader van de 750 cc Prijs van de FIM verreden, maar in 1975 en 1976 waren dat weer acht wedstrijden. In 1977 werden er zelfs elf races georganiseerd, maar behalve Yamaha hadden alle fabrikanten min of meer afgehaakt. 

## Formule 750 1978
In 1978 bleek weer eens dat de puntentelling van het WK Formule 750 niet optimaal was. Bij races die in twee manches gereden werden, telden de punten pas over de totaaluitslag over beide manches. Als een topcoureur in de eerste manche uitviel kon hij geen punten meer scoren en startte hij dus (vaak) niet in de tweede manche. Voor de coureurs was dat niet zo vervelend als voor het publiek: toen in België zowel Kenny Roberts als Steve Baker in de eerste manche uitvielen was er totaal geen spanning meer in de tweede manche. Kawasaki probeerde met de nieuwe KR 750 een aanval te doen op de hegemonie van de Yamaha TZ 750, maar de KR 750 verscheen pas in de vijfde race.
In de 200 Mijl van Imola paste men een ander puntensysteem toe dan normaal. Gebruikelijk was dat de eindklassering bepaald werd op basis van de klassering in beide manches. Nu telde men het gezamenlijk aantal ronden voor de manches. Voor Jack Middelburg (tiende en veertiende) betekende dat dat hij elfde werd met 62 ronden, terwijl Dale Singleton (achttiende en zevende) tiende werd met 63 ronden. Voor Christian Sarron (Sonauto Yamaha TZ 750) was het effect nog veel groter: Hij was eerste en derde geworden maar werd in de totaalstand derde, terwijl Steve Baker (tweede en derde met de Olio-Nava Yamaha TZ 750) in de totaalstand tweede werd. Christian Sarron had de eerste manche met een ruime voorsprong op Baker gewonnen, maar die laatste had zo veel last van een afgebroken uitlaat dat zelfs Johnny Cecotto (Venemotos Yamaha TZ 750) hem nog passeerde. In de tweede manche was Bakers Yamaha in orde maar hij moest de overwinning aan Cecotto laten, terwijl Sarron last had van kramp in zijn rechterarm. Cecotto werd totaalwinnaar.
In de Moto-Journal 200 in Frankrijk werd maar een manche gereden, die met overmacht werd gewonnen door Johnny Cecotto. Doordat er 200 mijl aan één stuk gereden moesten worden waren er veel bandenproblemen Kenny Roberts (de enige Goodyear-rijder) koos een te zachte compound en werd tweede. Ook derde man Steve Baker kreeg bandenproblemen, maar werd nog meer gehinderd door een slechte benzinestop. Christian Sarron was al een keer gevallen en weer doorgereden, maar zijn tweede val was het gevolg van totaal versleten banden.
De hoofdrolspelers in Brands Hatch waren Kenny Roberts en Gregg Hansford, die met de Kawasaki KR 750 debuteerde. Roberts won beide manches, maar dat was een bijzondere prestatie omdat hij door een voedselvergiftiging helemaal niet had kunnen trainen. Hansford rukte in de eerste manche op naar de tweede plaats, maar remde zichzelf onderuit. Het hele veld passeerde hem, maar hij wist zijn motor op te rapen en weer door te dringen tot de vierde plaats achter Baker en Cecotto. In de "tussenrace", een 250cc-race, viel hij door een vastloper, maar hij startte desalniettemin in de tweede manche van de F 750. Toen Roberts werd gehinderd door een achterblijver wist Hansford zelfs even de leiding te nemen, maar toen hij zelf een achterblijver wilde inhalen kwam hij in het gras terecht waardoor hij weer viel en de race moest staken. Daardoor was ook de spanning uit de race, want Hansford was de enige die Kenny Roberts kon volgen. Dave Potter reed ook erg sterk. In de eerste manche liep hij grote achterstand op door een losgelopen moer van het voorste kettingtandwiel, maar in de tweede manche klom hij door het hele veld naar voren en werd hij tweede. Johnny Cecotto werd opnieuw derde.
In Oostenrijk won Roberts ook beide manches. Door zijn superieure banden won hij een seconde per ronde op zijn concurrenten. In de eerste manche lag Steve Baker op de tweede plaats, maar hij gokte door niet te tanken en kwam een kilometer voor de finish zonder benzine te staan. Johnny Cecotto werd tweede voor Gianfranco Bonera. In de tweede manche tankte Baker wel en nu werd hij derde achter Roberts en Cecotto.
Ook in Spanje won Roberts de enige manche, zelfs met een halve minuut voorsprong op Johnny Cecotto. Christian Sarron werd derde. Nog steeds ging Cecotto aan de leiding van het kampioenschap, maar Roberts had nu nog slechts 9 punten achterstand.
In Hockenheim regende het, vooral in de eerste manche die werd gewonnen door "regenrijder" Christian Sarron. Michel Rougerie, Steve Baker en Johnny Cecotto vielen al vroeg in de race uit, maar Kenny Roberts profiteerde er niet van. Door een beslaand vizier liep hij grote achterstand op en werd slechts zevende. Sarron won de manche met gemak terwijl Gregg Hansford profiteerde van de regen. Zijn Kawasaki had minder vermogen van de Yamaha's maar in de regen maakte dat weinig verschil. Hij werd tweede en Gianfranco Bonera werd derde. De start van de tweede manche werd een half uur vertraagd door onenigheid over de startopstelling. De coureurs, vooral de toppers die in de eerste manche waren uitgevallen, wilden starten volgens de trainingstijden in de kwalificatietraining, maar de organisatie wilde de finishvolgorde uit de eerste manche toepassen. Dat betekende dat o.a. Cecotto, Baker en Rougerie vanaf de laatste startrij moesten vertrekken. Door de vertraging was de baan inmiddels wel wat opgedroogd, maar ook dat was een nadeel omdat de meeste machines op regenbanden stonden. Cecotto stond op slicks en startte erg snel vanaf de laatste rij. Hij ging samen met Sarron als eerste de eerste bocht in. Hij nam de leiding en in de negende ronde reed hij de pit in om op te geven. Hij kon toch geen punten scoren nu hij in de eerste manche was uitgevallen. Kenny Roberts nam de leiding over. Christian Sarron had er geen belang bij om hem aan te vallen, zolang hij maar voor Gregg Hansford bleef. Dan zou hij de dagoverwinning behalen. Bonera werd opnieuw derde. De dagoverwinning ging naar Sarron, Bonera werd tweede en Hansford derde. Door zijn zevende plaats in de eerste manche werd Roberts slechts vierde en daardoor profiteerde hij niet voluit van het feit dat Cecotto puntloos bleef. Johnny Cecotto hield nog een punt voorsprong over in de WK-stand.
Een week nadat Kenny Roberts wereldkampioen 500 cc was geworden reed de Formule 750 in Nivelles. Na die race was zijn puntenachterstand op Cecotto ineens van één naar zestien gegroeid. In de eerste manche vertrok Roberts zo snel dat eerst zijn kettingspanner en vervolgens zijn ketting brak. Die sloeg een gat in het carter van zijn Yamaha. Toen even later ook Steve Baker met een defect krukaslager uitviel was de spanning weg. Cecotto won de eerste manche voor Hervé Moineau en Steve Parrish. Starten in de tweede manche had voor Roberts en Baker geen zin meer en dus won Cecotto ook die met gemak. Moineau werd opnieuw tweede en Bonera werd derde.
Assen kon of wilde niet meer dan dertig rijders aan de start hebben en dat betekende dat een aantal belangrijke rijders niet kon starten. Dave Aldana, een grote ster in Amerika, gebruikte de eerste training om het circuit te verkennen, maar toen het in de tweede training regende kon hij geen goede tijd meer rijden. Johnny Cecotto kwalificeerde zich wel, maar viel hard in de training en kon in de race niet voluit gaan. Bij de start zat Boet van Dulmen nog vlak achter Cecotto, maar hij moest afhaken door een slippende koppeling. Gregg Hansford wist even de leiding over te nemen, maar werd verdrongen door Kenny Roberts. In de zevende ronde reed Hansford ineens aan de leiding, acht seconden voor Steve Baker. Kenny Roberts was door een kapotte stuurdemper teruggevallen en stopte in de pit. Achter Hansford reden Baker, Takazumi Katayama, Bonera en Cecotto, die moest afhaken omdat hij het tempo niet kon volgen. De tankstop van Baker mislukte omdat de snelvuller niet werkte en hij met een vrijwel lege tank weer de baan op moest. Uiteindelijk won Hansford de manche met ruim elf seconden voorsprong op Bonera, terwijl Katayama derde werd. Cecotto werd vierde, maar nu Roberts puntloos bleef was zijn wereldtitel bijna zeker. Boet van Dulmen en Kenny Roberts kwamen ondanks het feit dat ze geen punten meer konden scoren toch aan de start van de tweede manche. Er was immers nog een bedrag per doorkomst te verdienen voor van Dulmen en Roberts nam de kans waar om nieuwe Goodyear banden te testen. Van Dulmen had met Roberts afgesproken dat ze beiden - tegen de regels in - in de eerste groep zouden starten. De doorkomst aan de leiding zou van Dulmen elke ronde 400 gulden (180 Euro) opleveren. De wedstrijdleiding trapte er niet in en gaf van Dulmen een strafronde. Hansford reed zich al snel los van Cecotto die gevolgd werd door Katayama en Bonera. Na een aantal ronden nam Kenny Roberts de tweede plaats in en hij begon in te lopen op Gregg Hansford. Cecotto viel weer terug en liet de strijd om de derde plaats aan Katayama en Bonera. Roberts' experimentele banden hielden het echter niet vol en hij moest opgeven. In de laatste ronde crashte Hansford in de Madijk en Katayama won de manche, gevolgd door Bonera en Cecotto. Bonera werd dagwinnaar, Katayama tweede en Cecotto derde. Cecotto had nu 26 punten voorsprong op Roberts.
Roberts' kans op de wereldtitel was minuscuul, maar toen in de eerste manche in Laguna Seca de schakelas van Cecotto's machine brak werd ze weer groter. Cecotto zou puntloos blijven, terwijl Roberts beide manches wist te winnen. Steve Baker had in de eerste manche de beste start, maar werd ingehaald door Roberts en later ook nog door Skip Aksland. In de tweede manche was Baker opnieuw als snelste weg. Aksland viel in de derde ronde uit door een defecte bobine. Baker en Roberts liepen samen weg van de rest van het veld, maar Mike Baldwin bleef in hun kielzog en werd achter Baker derde. De dagoverwinning ging uiteraard naar Kenny Roberts, Baker werd tweede en Baldwin derde.
Roberts moest in Mosport Park beide manches winnen, terwijl Cecotto niet hoger mocht eindigen dan de zevende plaats. Op de natte baan wilde Roberts niet te veel risico's nemen en hij liet de eerste plaats in beide manches aan Mike Baldwin, waarbij hij moest hopen dat Cecotto in minstens één manche zou uitvallen. Cecotto reed echter op zeker. Hij werd in de eerste manche vierde en in de tweede zesde, ruim voldoende om zijn wereldtitel zeker te stellen. Baldwin werd dagwinnaar, Roberts tweede en Yvon Duhamel derde.

## Puntentelling
De vijf beste resultaten telden, maar de races die in manches waren verdeeld leverden één totaalresultaat op. 
|         | 1e | 2e | 3e | 4e | 5e | 6e | 7e | 8e | 9e | 10e |
| Punten: | 15 | 12 | 10 | 8  | 6  | 5  | 4  | 3  | 2  | 1   |

## Uitslagen
|    | Datum        | Race               | Circuit        | 1e                | 2e                | 3e                |
| -- | ------------ | ------------------ | -------------- | ----------------- | ----------------- | ----------------- |
| 1  | 2 april      | 200 Mijl van Imola | Imola          | Christian Sarron  | Johnny Cecotto    | Steve Baker       |
| 1  | 2 april      | 200 Mijl van Imola | Imola          | Johnny Cecotto    | Steve Baker       | Christian Sarron  |
| 2  | 9 april      | Moto-Journal 200   | Le Castellet   | Johnny Cecotto    | Kenny Roberts     | Steve Baker       |
| 3  | 23 april     | Groot-Brittannië   | Brands Hatch   | Kenny Roberts     | Steve Baker       | Johnny Cecotto    |
| 3  | 23 april     | Groot-Brittannië   | Brands Hatch   | Kenny Roberts     | Dave Potter       | Johnny Cecotto    |
| 4  | 28 mei       | Oostenrijk         | Österreichring | Kenny Roberts     | Johnny Cecotto    | Gianfranco Bonera |
| 4  | 28 mei       | Oostenrijk         | Österreichring | Kenny Roberts     | Johnny Cecotto    | Steve Baker       |
| 5  | 18 juni      | Spanje             | Jarama         | Kenny Roberts     | Johnny Cecotto    | Christian Sarron  |
| 6  | 9 juli       | Duitsland          | Hockenheim     | Christian Sarron  | Gregg Hansford    | Gianfranco Bonera |
| 6  | 9 juli       | Duitsland          | Hockenheim     | Kenny Roberts     | Christian Sarron  | Gianfranco Bonera |
| 7  | 27 augustus  | België             | Nivelles       | Johnny Cecotto    | Hervé Moineau     | Steve Parrish     |
| 7  | 27 augustus  | België             | Nivelles       | Johnny Cecotto    | Hervé Moineau     | Gianfranco Bonera |
| 8  | 3 september  | Nederland          | Assen          | Gregg Hansford    | Gianfranco Bonera | Takazumi Katayama |
| 8  | 3 september  | Nederland          | Assen          | Takazumi Katayama | Gianfranco Bonera | Johnny Cecotto    |
| 9  | 10 september | Verenigde Staten   | Laguna Seca    | Kenny Roberts     | Skip Aksland      | Steve Baker       |
| 9  | 10 september | Verenigde Staten   | Laguna Seca    | Kenny Roberts     | Steve Baker       | Mike Baldwin      |
| 10 | 18 september | Canada             | Mosport        | Mike Baldwin      | Kenny Roberts     | Yvon Duhamel      |
| 10 | 18 september | Canada             | Mosport        | Mike Baldwin      | Kenny Roberts     | Steve Gervais     |

## Eindstand
| Pos. | Coureur           | Merk     | Ptn. |
| ---- | ----------------- | -------- | ---- |
| 1    | Johnny Cecotto    | Yamaha   | 97   |
| 2    | Kenny Roberts     | Yamaha   | 92   |
| 3    | Christian Sarron  | Yamaha   | 57   |
| 4    | Gianfranco Bonera | Yamaha   | 53   |
| 5    | Patrick Pons      | Yamaha   | 40   |
| 6    | Steve Baker       | Yamaha   | 38   |
| 7    | Mike Baldwin      | Yamaha   | 25   |
| 8    | Christian Estrosi | Yamaha   | 25   |
| 9    | Boet van Dulmen   | Yamaha   | 22   |
| 10   | Gregg Hansford    | Kawasaki | 18   |
| 11   | Hubert Rigal      | Yamaha   | 18   |
| 12   | Hervé Moineau     | Yamaha   | 13   |
| 13   | Takazumi Katayama | Yamaha   | 12   |
| 14   | Sadao Asami       | Yamaha   | 12   |
| 15   | Yvon Duhamel      | Kawasaki | 10   |
| 16   | Michel Frutschi   | Yamaha   | 9    |
| 17   | Ikujiro Takai     | Yamaha   | 8    |
|      | Gene Romero       | Yamaha   | 8    |
|      | Skip Aksland      | Yamaha   | 8    |
| 20   | Warren Willing    | Yamaha   | 8    |
| 21   | Dave Potter       | Yamaha   | 7    |
| 22   | Wes Cooley        | Yamaha   | 6    |
| 23   | John Long         | Yamaha   | 6    |

| Pos. | Coureur             | Merk     | Ptn. |
| ---- | ------------------- | -------- | ---- |
| 24   | Greg Johnson        | Yamaha   | 6    |
| 25   | Jean-François Baldé | Yamaha   | 5    |
|      | Dave Aldana         | Yamaha   | 5    |
| 27   | Jeffrey Sayle       | Yamaha   | 5    |
| 28   | Markku Mattikainen  | Yamaha   | 5    |
| 29   | Steve Parrish       | Yamaha   | 4    |
|      | Randy Mamola        | Yamaha   | 4    |
|      | Steve Gervais       | Yamaha   | 4    |
| 32   | Bernard Fau         | Kawasaki | 4    |
|      | Jean-Paul Boinet    | Yamaha   | 4    |
| 34   | John Newbold        | Yamaha   | 3    |
|      | Steve McLaughlin    | Yamaha   | 3    |
|      | Gary Collins        | Yamaha   | 3    |
| 37   | Jack Middelburg     | Yamaha   | 2    |
|      | Philippe Coulon     | Yamaha   | 2    |
|      | Ron Pierce          | Yamaha   | 2    |
|      | J. Clark            | Yamaha   | 2    |
| 41   | Dale Singleton      | Yamaha   | 1    |
|      | Michel Rougerie     | Yamaha   | 1    |
|      | Víctor Palomo       | Yamaha   | 1    |
|      | Barry Ditchburn     | Yamaha   | 1    |
|      | M. Hall             | Yamaha   | 1    |

## Constructeurstitel
| 1 | Yamaha   | 150 |
| 2 | Kawasaki | 30  |

1973 ·
1974 ·
1975 ·
1976 ·
1977 ·
1978 ·
1979